# Cristiano Migliorati
Cristiano Migliorati (Brescia, 25 settembre 1968) è un ex pilota motociclistico e dirigente sportivo italiano, vincitore del campionato italiano Supersport nel 2004.
Anche suo padre, Walter Migliorati, ha corso come pilota motociclistico professionista.

## Carriera
Tra il 1994 e il 1997 ha partecipato per 4 stagioni al motomondiale, di cui le prime due (1994 con il team Pedercini e nel 1995 con Harris Grand Prix) nella classe 500 e le ultime due (1996 e 1997) in classe 250. Il suo miglior piazzamento è stato il 14º posto nella classe 250 nel 1996.
Successivamente, tra il 1998 e il 2010, ha preso parte a diverse edizioni del campionato mondiale Supersport e del campionato Italiano Velocità nella classe Supersport, di cui è stato ventesimo nel 2002, ottavo nel 2003, campione nel 2004, diciannovesimo nel 2005, terzo nel 2006, quinto nel 2007, quarto nel 2008 e nuovamente terzo nel 2009. Al termine del Campionato Italiano Velocità 2010, che conclude al quarto posto conquistando tre piazzamenti a podio, si è ritirato dalle corse, diventando dirigente sportivo in ambito motociclistico.

## Risultati in gara

### Motomondiale
| 1994 | Classe | Moto       |    |    |    |    |    |     |     |    |    |     |    |    |    |    |  | Punti | Pos. |
| ---- | ------ | ---------- | -- | -- | -- | -- | -- | --- | --- | -- | -- | --- | -- | -- | -- | -- |  | ----- | ---- |
| 1994 | 500    | ROC-Yamaha | 15 | 20 | 20 | 12 | 14 | Rit | Rit | 12 | 15 | Rit | 18 | 17 | 16 | 18 |  | 12    | 20º  |

| 1995 | Classe | Moto          |    |    |    |    |    |     |    |     |     |     |     |    |    |  |  | Punti | Pos. |
| ---- | ------ | ------------- | -- | -- | -- | -- | -- | --- | -- | --- | --- | --- | --- | -- | -- |  |  | ----- | ---- |
| 1995 | 500    | Harris-Yamaha | 14 | 12 | 18 | 10 | 11 | Rit | 17 | Rit | Rit | Rit | Rit | 20 | 16 |  |  | 17    | 21º  |

| 1996 | Classe | Moto  |    |     |     |    |    |   |    |   |   |     |    |     |   |     |     | Punti | Pos. |
| ---- | ------ | ----- | -- | --- | --- | -- | -- | - | -- | - | - | --- | -- | --- | - | --- | --- | ----- | ---- |
| 1996 | 250    | Honda | 13 | Rit | Rit | 13 | 10 | 9 | 11 | 9 | 9 | Rit | 12 | Rit | 8 | Rit | Rit | 50    | 14º  |

| 1997 | Classe | Moto  |   |    |     |     |    |    |    |    |    |    |     |   |    |    |    | Punti | Pos. |
| ---- | ------ | ----- | - | -- | --- | --- | -- | -- | -- | -- | -- | -- | --- | - | -- | -- | -- | ----- | ---- |
| 1997 | 250    | Honda | 8 | 22 | Rit | Rit | 16 | NP | 13 | 13 | 15 | 11 | Rit | 9 | 16 | 11 | 13 | 35    | 15º  |

| Legenda | 1º posto        | 2º posto            | 3º posto            | A punti      | Senza punti        | Grassetto – Pole position Corsivo – Giro più veloce |
| Legenda | Gara non valida | Non qual./Non part. | Ritirato/Non class. | Squalificato | '-' Dato non disp. | Grassetto – Pole position Corsivo – Giro più veloce |

### Campionato mondiale Supersport
| 1998 | Moto   |    |   |    |    |   |   |   |   |     |   |  |  |  |  | Punti | Pos. |
| ---- | ------ | -- | - | -- | -- | - | - | - | - | --- | - |  |  |  |  | ----- | ---- |
| 1998 | Ducati | 21 | 2 | 23 | 15 | 3 | 6 | 5 | 4 | Rit | 4 |  |  |  |  | 84    | 6º   |

| 1999 | Moto   |     |   |    |   |     |    |   |   |    |   |   |  |  |  | Punti | Pos. |
| ---- | ------ | --- | - | -- | - | --- | -- | - | - | -- | - | - |  |  |  | ----- | ---- |
| 1999 | Suzuki | Rit | 7 | 10 | 7 | Rit | 14 | 7 | 3 | 15 | 2 | 7 |  |  |  | 81    | 8º   |

| 2000 | Moto   |    |     |     |    |    |    |    |    |    |   |    |  |  |  | Punti | Pos. |
| ---- | ------ | -- | --- | --- | -- | -- | -- | -- | -- | -- | - | -- |  |  |  | ----- | ---- |
| 2000 | Suzuki | 10 | Rit | Rit | 20 | 12 | 12 | 11 | 18 | 17 | 7 | 20 |  |  |  | 28    | 18º  |

| 2001 | Moto           |    |  |  |    |    |    |     |    |     |    |    |  |  |  | Punti | Pos. |
| ---- | -------------- | -- |  |  | -- | -- | -- | --- | -- | --- | -- | -- |  |  |  | ----- | ---- |
| 2001 | Ducati e Honda | 17 |  |  | 11 | 16 | 11 | Rit | 12 | Rit | 15 | 13 |  |  |  | 18    | 20º  |

| 2004 | Moto     |  |  |  |     |  |  |  |  |  |  |  |  |  |  | Punti | Pos. |
| ---- | -------- |  |  |  | --- |  |  |  |  |  |  |  |  |  |  | ----- | ---- |
| 2004 | Kawasaki |  |  |  | Rit |  |  |  |  |  |  |  |  |  |  | 0     |      |

| 2005 | Moto     |  |  |  |  |  |   |    |    |     |  |  |  |  |  | Punti | Pos. |
| ---- | -------- |  |  |  |  |  | - | -- | -- | --- |  |  |  |  |  | ----- | ---- |
| 2005 | Kawasaki |  |  |  |  |  | 9 | 13 | 16 | Rit |  |  |  |  |  | 10    | 25º  |

| 2008 | Moto     |  |  |  |  |    |  |  |  |  |  |  |  |  |  | Punti | Pos. |
| ---- | -------- |  |  |  |  | -- |  |  |  |  |  |  |  |  |  | ----- | ---- |
| 2008 | Kawasaki |  |  |  |  | 12 |  |  |  |  |  |  |  |  |  | 4     | 34º  |

| 2009 | Moto     |  |  |  |  |  |  |  |  |  |  |  |    |  |  | Punti | Pos. |
| ---- | -------- |  |  |  |  |  |  |  |  |  |  |  | -- |  |  | ----- | ---- |
| 2009 | Kawasaki |  |  |  |  |  |  |  |  |  |  |  | 12 |  |  | 4     | 31º  |

| 2010 | Moto     |  |  |  |  |  |  |  |  |  |  |  |   |  |  | Punti | Pos. |
| ---- | -------- |  |  |  |  |  |  |  |  |  |  |  | - |  |  | ----- | ---- |
| 2010 | Kawasaki |  |  |  |  |  |  |  |  |  |  |  | 8 |  |  | 8     | 22º  |

| Legenda | 1º posto        | 2º posto            | 3º posto           | A punti      | Senza punti        | Grassetto – Pole position Corsivo – Giro più veloce |
| Legenda | Gara non valida | Non qual./Non part. | Ritirato/Non class | Squalificato | '-' Dato non disp. | Grassetto – Pole position Corsivo – Giro più veloce |